# František Kraclík
František Kraclík (1939–1999) byl český fotbalový brankář.

## Hráčská kariéra
V československé lize chytal za Rudou hvězdu Brno a Spartak Praha Stalingrad/ČKD Praha (dobové názvy Bohemians). Debutoval v neděli 29. března 1959 na stadionu Za Lužánkami proti Dukle Pardubice (15. kolo ročníku 1958/59), k nejtěsnější výhře RH Brno přispěl svým prvním čistým kontem v nejvyšší soutěži.

### Prvoligová bilance
| Ročník          | Zápasy | Góly | Minuty | Nuly | Klub                        |
| --------------- | ------ | ---- | ------ | ---- | --------------------------- |
| I. liga 1958/59 | 7      | 0    | –      | 2    | TJ Rudá hvězda Brno         |
| I. liga 1959/60 | 4      | 0    | –      | 0    | TJ Rudá hvězda Brno         |
| I. liga 1960/61 | 1      | 0    | –      | –    | TJ Spartak Praha Stalingrad |
| I. liga 1961/62 | 1      | 0    | –      | –    | TJ ČKD Praha                |
| CELKEM          | 13     | 0    | –      | –    |                             |